# COMPUTEX
COMPUTEX TAIPEI або Taipei International Information Technology Show (укр. Тайбейська Міжнародна Виставка Інформаційних Технологій, оригінальна назва  — кит.: 台北國際電腦展  — Тайбейська Міжнародна Комп'ютерна Виставка)  — велика міжнародна комп'ютерна виставка, яка проводиться щороку у червні у місті Тайбей, Тайвань. Друга за розмірами у світі після німецької CeBIT та перша в Азії.

## Історія
Виставка COMPUTEX спільно організовується та підтримується такими організаціями як Taiwan External Trade Development Council (TAITRA) і Taipei Computer Association (TCA).
Вперше була проведена 1981 року, тоді відома як Тайбейська Комп'ютерна Виставка (англ. Taipei Computer Show), місце проведення  — Songshan Airport Exhibition Hall. Починаючи з 1984 року виставка офіційно почала називатись COMPUTEX. 1986 року вперше перебралась до щойно збудованого TWTC Exhibition Hall on Xinyi Road of Taipei City і є головним місцем проведення виставки з тих пір. Нові виставкові центри  — такі як Taipei International Convention Centre, Taipei World Trade Hall 2 та Hall 3  — були залучені до експозиції у зв'язку із зростанням популярності заходу. Завдяки цьому приєдналися такі компанії як ASUS, Acer. Після відкриття International Convention Centre, до виставки приєдналися великі компанії, такі як Intel, Texas Instruments тощо.

### Головні учасники
Тайвань: Acer, ADATA, Apacer, ASUS, Chicony, CLEVO, Compal, Edimax, Elitegroup Computer Systems, Gigabyte Technology, Kingmax, KWorld, KYE, Micro-Star International, MUZEE, Phihong, PQI, Promise, Realte, Silicon Power, Team, Transcend, VIA Technologies.
Китай: Hanvon, Hisense, WANLIDA, TP-LINK, ZOTAC, HUIKE.
Міжнародні: AMD, ARCTIC COOLING, Intel, Microsoft, HITACHI, Sanyo Denki, SanDisk, NVIDIA.

### Статистика
| Рік  | Дата проведення      | Учасники | Відвідувачі | Стенди | Виставкова площа (м²) |
| ---- | -------------------- | -------- | ----------- | ------ | --------------------- |
| 2012 | 5 — 9 червня         | 1,796    | 130,013     | 5,295  | 110,000               |
| 2011 | 31 травня — 4 червня | 1 797    | 134 467     | 5 298  | 110 000               |
| 2010 | 1 — 5 червня         | 1 715    | 134 467     | 4 861  | 121 515               |
| 2009 | 2 — 6 червня         | 1 712    | 118 000     | 4 498  | [ 3 ]                 |
| 2008 | 3 — 7 червня         |          |             |        |                       |
| 2007 | 5 — 9 червня         |          |             |        |                       |
| 2006 | 6 — 10 червня        |          |             |        |                       |
| 2005 | 31 травня — 4 червня |          |             |        |                       |
| 2004 | 1 — 5 червня         | 1329     | 118 052     | 2813   | 58 730                |
| 2003 | 22 — 26 вересня      | 1 241    |             | 2 419  |                       |

### Майбутня виставка
Наступний COMPUTEX планується провести 4  — 8 червня 2013 року.